# Павліш
Павлиш — це селище в Сербії в общині Вршаць Південно-Банатського округу автономного краю Воєводина. За даними перепису населення 2011 року, проживало 2195 осіб.
У селі є початкова школа імені Джури Якшича, п'ять продовольчих магазинів, за останні роки покращилася інфраструктура села, всі вулиці асфальтовані, а двадцять свердловин забезпечують місцевий водогін кришталево чистою водою.

## Історія
За даними Австрійського імперського ревізора Ерлера станом на 1774 рік Павліш належав до Вршацького району. Населення села було переважно сербським.
4 листопада 1942 р. на території села у бою з нацистами загинув Народний герой Югославії Жарко Зренянін.

## Сільське господарство
З культур, які вирощують у селищі, найбільш поширеними є жито, кукурудза та соняшник.

## Демографія
У селищі Павліш за даними перепису 2002 року налічувалося 1750 осіб, середній вік населення — 38,5 років (37,2 для чоловіків і 39,8 для жінок). На території селища 677 домогосподарств, а середня кількість членів одного домогосподарства становить 3,30 чол.